# ويليام كينت (نحات)
ويليام كينت (بالإنجليزية: Bill Kent)‏ هو نحات أمريكي، ولد في 1919، وتوفي في 16 أغسطس 2012.